# حميد القصري
حميد القصري (مواليد 1961) هو فنان موسيقي كناوة مغربي ويعتبر مُعَلِّم كناوة. ولد في القصر الكبير في المغرب و يعيش الآن في العاصمة الرباط . بدأ التدريب على موسيقى الكناوة في سن السابعة مع المعلم عبد الواحد ستيتو والمعلم علوان. اشتهر القصري بصوته العميق الذي جعله من أشهر فناني موسيقى الكناوة في المغرب وفي الخارج. يقوم بالإضافة إلى الغناء بالعزف على الكمبري ومزج إيقاعات كناوة شمال وجنوب المغرب.   

## العروض
بعد أن صنع لنفسه اسمًا خارج المغرب، كان القصري يؤدي بشكل منتظم مع موسيقيين أجانب.
في عام 2004، لعب في مهرجان كناوة للموسيقى العالمية مع جو زاوينول وأدى لاحقًا هناك مع كريم زياد في عام 2010، وحمايون كاهن وشاهين شهيدا في عام 2011.
في عام 2018، افتتح القصري مهرجان كناوة للموسيقى العالمية مع فرقة موسيقى الجاز سناركي بابي.
في عام 2018، أجرى القصري عرضًا مع جاكوب كولير في بي بي سي برومس ، كجزء من بروم 7.